# Giovanni Cazzulani
Giovanni Cazzulani (Pandino, 5 de agosto de 1909 - Varzi, 22 de octubre de 1983) fue un ciclista italiano que fue profesional entre 1933 y 1940. En su palmarés destaca la victoria al Giro de Toscana de 1936 y una tercera posición final al Giro de Italia de 1936.

## Palmarés
- 1933
  - 1º en la Coppa Maccarese
- 1936
  - 1º en el Giro de Toscana

### Resultados al Giro de Italia
- 1934. 3º de la clasificación general
- 1936. 12º de la clasificación general
- 1937. 21º de la clasificación general
- 1939. 19º de la clasificación general

### Resultados al Tour de Francia
- 1934. 16º de la clasificación general